# Translatio imperii
Translatio imperii (lateinisch „Übertragung des Reichs“) ist eine politische Theorie der Antike, des Mittelalters und der frühen Neuzeit, der zufolge ein Weltreich das andere ablöst. Sie basiert auf der theologisch begründeten Geschichtsauffassung, dass Geschichte linear verlaufe und eine Herrschaft eines Fürsten oder eines Landes stets zu einer Folgeherrschaft eines anderen Fürsten oder Landes führe. Bei dieser eschatologischen Vorstellung unterschieden insbesondere mittelalterliche Geschichtsschreiber nicht zwischen göttlicher und weltlicher Geschichte, welche als untrennbare Einheit erachtet wurden.

## Translatio imperiiim Mittelalter
Die Idee der translatio imperii basiert auf der Vier-Reiche-Lehre, die wiederum auf das Buch Daniel (Dan 2,21 ) zurückgeht. In seinem Kommentar zum Buch Daniel ordnete der spätantike Kirchenvater Hieronymus der Textstelle andere Reiche zu: Babylon, Persien, Griechenland und Rom. Nach dem letzten Reich sollte das Weltende folgen.
476 erlosch das römische Kaisertum im Westen, während im Osten das oströmisch/byzantinische Reich weiterbestand. Die Sultane sahen sich nach der osmanischen Eroberung von Konstantinopel/Istanbul 1453 in der Kontinuität des damit endgültig eroberten Oströmischen Reichs. Sultan Mehmed II. „der Eroberer“ brachte das durch die Übernahme des Kaisertitels zum Ausdruck. Im Mittelalter wurde im Westen nach der Kaiserkrönung Karls des Großen in Rom durch Papst Leo III. am 25. Dezember 800 die Idee eines erneuerten Römerreichs vertreten, womit das „4. Reich“ nicht untergegangen war. Allerdings sind direkte Bezüge darauf, dass die römische Kaiserwürde auf die Franken übergegangen sei, erst um die Mitte des 9. Jahrhunderts greifbar. Später wurde auch das Vier-Reiche-Schema im eschatologischen Sinne wieder aufgenommen. Nach dem Zerfall des Frankenreichs trat schließlich das Ostfrankenreich an dessen Stelle, dessen Herrscher Otto I. 962 die Kaiserwürde erlangte. Die Vorstellung, dass das Imperium in der Nachfolge des Römerreichs stehen würde, kam aber erst im Laufe des 10./11. Jahrhunderts auf, und seit dem 13. Jahrhundert wurde das Reich als Heiliges Römisches Reich bezeichnet.
Somit bezeichnet im Mittelalter translatio imperii in erster Linie die Übertragung der römischen Kaiserwürde, wobei auch eine kuriale Translationstheorie entstand, wonach das Kaisertum nur durch den Papst übertragen werden könne. Die Kaiser des Heiligen Römischen Reiches stützten sich auf ihre römischen Vorgänger und leiteten so ihre Befugnis ab, Gesetze zu erlassen. Im Zusammenhang mit dieser Lehre steht die Anwendung des Corpus iuris civilis, eines Gesetzeswerkes des oströmischen Kaisers Justinian I. Die Vorschriften wurden zwar gewohnheitsrechtlich übernommen, im Mittelalter bestand aber das Bedürfnis, die Geltung dieser Rechtssätze auf eine Autorität zu stützen. So entstand die Legende, Kaiser Lothar habe dieses Gesetzeswerk wiederentdeckt und zu geltendem Recht erklärt (Lotharische Legende). Auf der Grundlage der translatio imperii erschien es auch konsequent, römisches Recht fortzuführen.
Gelehrte unterschiedlicher Herkunft versuchten, ihr Land an das Ende einer Herrschaftskette zu setzen, und entwickelten alternative Interpretationen der translatio imperii:
- Otto von Freising (deutscher Bischof, 12. Jahrhundert): Rom → Byzanz → Frankenreich → Langobardenreich → Heiliges Römisches Reich
- Chrétien de Troyes (französischer Dichter, 12. Jahrhundert): Griechenland → Rom → Frankreich[1]
- Richard de Bury (englischer Bischof, 14. Jahrhundert): „Athen“ (Griechenland) → Rom → „Paris“ (Frankreich) → Großbritannien

## Translatio imperiiin der Neuzeit
In der Neuzeit setzten sich die aufstrebenden Großmächte Spanien (16. Jahrhundert), Frankreich (17. Jahrhundert) und England (17. Jahrhundert) in die Tradition der translatio imperii, teils im Glauben, als fünftes Reich das Königreich Gottes zu verwirklichen, teils ohne den apokalyptischen Bezug.
Inzwischen trat eine weitere Auffassung hinzu, die der zivilisatorischen Westwanderung. Dem Lauf der Sonne folgend (ex oriente lux) hatte sich das sein Zeitalter beherrschende Land und damit Zentrum der damaligen Zivilisation immer weiter nach Westen verschoben, zum Beispiel Persien → Griechenland → Rom → Spanien oder Persien → Griechenland → Rom → England.
Diese Auffassung war besonders in den jungen Vereinigten Staaten verbreitet. Die ehemaligen Kolonisten sahen sich und ihre Staatsform den absolutistischen Systemen der Alten Welt überlegen und leiteten daraus in ihrem Fortschrittsoptimismus einen Übergang der Zivilisation vom englischen Empire auf das fünfte Reich, god’s own country, ab. Für den Aufbau eines den Vorgängerimperien vergleichbaren Reiches war eine weitere Besiedlung des amerikanischen Kontinents nötig (siehe Manifest Destiny). Als Rechtfertigung für den amerikanischen Imperialismus um 1900 wurde die Idee wieder aufgegriffen, das „Licht der Zivilisation“ weiter nach Westen über den Pazifik (zum Beispiel auf die Philippinen) zu tragen.
Vertreter des Gedankens eines fünften Reichs in Amerika waren zum Beispiel George Berkeley und Josiah Strong.